# King Dedede
King Dedede (Japans: デデデ大王 / Dedede Daiō maar ook wel King DeDeDe of King De De De) is de hoofdslechterik en de aartsvijand van Kirby in Nintendo en HAL Labs' langlopende Kirby-spelserie, die in elk spel verscheen behalve Kirby & the Amazing Mirror. In Japan wordt zijn naam uitgesproken als "Dèdèdè" en in Amerika als "Diediedie" en in  Europa als "Deedeedee".

## Overzicht
Hoewel hij niet zo zwaar kwaadaardig is, heeft hij bij de bewoners van Dream Land al veel problemen veroorzaakt door zijn egoïstisch gedrag, zoals het stelen van hun voedsel of het bouwen van een kasteel op de top van de Fountain of Dreams, waardoor de bewoners alleen nog maar nachtmerries hebben als ze slapen. Zijn slechte acties worden meestal veroorzaakt doordat hij is gehersenspoeld door de Dark Matter, net als het brein van alle andere vijanden in de Kirby-spellen. Desondanks hebben Kirby en King Dedede regelmatig samengewerkt om een grotere, slechtere vijand te verslaan.
King Dedede is een groot blauw pinguïn-achtig wezen in rode koninklijke kleding, met zijn persoonlijke embleem gedrukt op de achterkant van zijn jasje. Ook draagt hij gele handschoenen en heeft hij meestal een grote houten hamer bij zich die als wapen dient. Hij heeft veel capaciteiten die Kirby ook bezit, zoals het opzuigen van objecten en ze met grote kracht weer uitspuwen. Hij kan ook ingeademde lucht gebruiken om te vliegen.

## Spellen
Dedede verscheen voor het eerst in Kirby's Dream Land, waarin hij en verschillende andere dieven, het eten en de geheime Sparkling Stars van de inwoners van Dream Land wilden stelen. In de opvolger Kirby's Adventure, breekt hij de Star Rod van de Fountain of Dreams, maar uiteindelijk blijkt dat hij dit doet om Dream Land te beschermen van Nightmare. Later in Kirby's Dream Land 3, speelt hij de hoofdslechterik maar nadat hij is verslagen, komt de speler erachter dat hij werd bezeten door Dark Matter. In Kirby 64: The Crystal Shards wordt er erg vroeg in het spel al gevochten tegen Dedede en is hij weer bezeten door Dark Matter. Nadat Dark Matter verdreven is, werkt Dedede samen met Kirby, die op zijn rug mag reizen in bepaalde gebieden. Ook kan hij zijn hamer gebruiken om bepaalde barrières te breken. Hij verschijnt ook in Kirby: Mouse Attack als de eerste baas.
King Dedede zou eigenlijk een speelbaar personage zijn in Super Smash Bros., maar hij werd geschrapt wegens tijdgebrek. In plaats daarvan verscheen hij op de achtergrond van het Dream Land-veld. Ook is hij een trofee in Super Smash Bros. Melee en een speelbaar personage in Super Smash Bros. Brawl, waarin zijn hoofdwapen zijn hamer is, die is gemechaniseerd met een kanon. Hij valt in de categorie "zwaargewichten".